# Халіков Георгій Журович
Гео́ргій Жу́рович Ха́ліков (1970—2021) — майстер-сержант Збройних сил України, учасник російсько-української війни.

## Життєпис
Народився 1970 року в селі Березине Тарутинського району Одеської області. Мешкав на Полтавщині (Шишацький район). Працював у правоохоронних органах.
Майстер-сержант підрозділу 93-ї бригади, в ЗС України — з 2016 року.
26 жовтня 2021 року загинув внаслідок артилерійського обстрілу позицій ЗСУ у смузі відповідальності ОТУ «Схід» поблизу села Гранітне.
Без Георгія залишилося троє синів, цивільна дружина та брат. Середній син Опанас Халіков загинув 25 квітня 2022 року під Ізюмом Харківської області.
Похований в смт Березине 29 жовтня 2021-го.

## Нагороди і вшанування
- Указом Президента України № 25/2022 від 21 січня 2022 року «за особисту мужність і самовіддані дії, виявлені у захисті державного суверенітету та територіальної цілісності України» — нагороджений орденом Богдана Хмельницького III ступеня (посмертно)[4]
- Пам'ять військовослужбовця вшановано меморіальною дошкою на Меморіальному комплексі в смт Тарутине на Одещині
- Поблизу місця загибелі в грудні 2021 року його побратимами встановлено пам'ятний знак.[5]